# 斯凱拉普冰川
斯凱拉普冰川（英語：Skellerup Glacier）是南極洲的冰川，位於奧次地，處於邱吉爾山脈以西，流經全黑冰原島峰和維爾霍伊特冰原島峰，現時由南極條約體系管理。